# Bitwa pod Civetot
Bitwa pod Civetot (Civitot) – starcie zbrojne, które miało miejsce 21 października 1096 roku pomiędzy wojskami krzyżowców ludowych a armią sułtana Kilidż Arslana. Bitwa zakończyła się całkowitą klęską krzyżowców.

## Przed bitwą
Po dotarciu do Azji Mniejszej, wyprawa ludowa podzieliła się na dwie grupy. Jedna z nich, w której znalazło się ok. 6 000 ludzi zdobyła zamek Kserigordon, gdzie wkrótce sama została oblężona i pokonana. Pozostali krzyżowcy założyli obóz w Civetot i czekali na rozwój wydarzeń. Piotr z Amiens, dotychczasowy wódz wyprawy, już wcześniej stracił niemal cały autorytet. Teraz postanowił wrócić do Konstantynopola, aby prosić cesarza Aleksego I o wsparcie wojskowe. Pozostali dowódcy spierali się, co należy zrobić. Walter bez Mienia doradzał czekać na powrót Piotra, ale inni żądali pomszczenia obrońców Kserigordon. Przeważyło zdanie tych ostatnich.

## Bitwa
21 października 1096 armia krzyżowców opuściła Civetot, pozostawiając za sobą tylko starców, kobiety i dzieci. Zaledwie kilka kilometrów dalej, nieopodal wioski Drakon, wyprawa wpadła w turecką zasadzkę. Na zupełnie zaskoczonych krzyżowców spadł grad strzał, a niebawem Turcy przeszli do walnego ataku. Armia krzyżowców ludowych składała się głównie ze źle uzbrojonych chłopów i biedoty, którzy nie mieli większego pojęcia o sztuce wojennej. Ludzie ci szybko wpadli w panikę i rzucili się do ucieczki w kierunku Civetot. Tymczasem w obozie zaczął się kolejny dzień – niektórzy jeszcze spali, bo nikt nie spodziewał się tak rychłego powrotu armii. W tym momencie do Civetot wpadli najpierw krzyżowcy, a chwilę potem ścigający ich Turcy. Doszło do chaotycznej bitwy, która szybko zamieniła się w masakrę. Nieliczni krzyżowcy próbowali się bronić, rozpalając wielkie ogniska, tak aby wiatr zwiewał płomienie w kierunku muzułmanów. O zmroku bitwa była skończona. Wśród tysięcy zabitych było wielu przywódców wyprawy, w tym Walter bez Mienia. Turcy wzięli do niewoli tylko garstkę jeńców i trochę młodych kobiet. Zaledwie ok. 3 000 krzyżowców wydostało się z obozu i uciekło do starego zamku nad brzegiem morza.

## Skutki
Piotr z Amiens otrzymał informację o klęsce w trakcie wizyty w Konstantynopolu. Cesarz Aleksy I wysłał kilka okrętów wojennych, które uratowały obrońców nieznanego z nazwy zamku nad brzegiem morza. W ten sposób zakończyła się pierwsza wyprawa ludowa.

## W kulturze
Bitwę pod Civetot uwiecznił na rysunkach Gustave Doré (Histoire des Croisades). Bitwa jest też wspomniana w powieści Zofii Kossak Krzyżowcy.

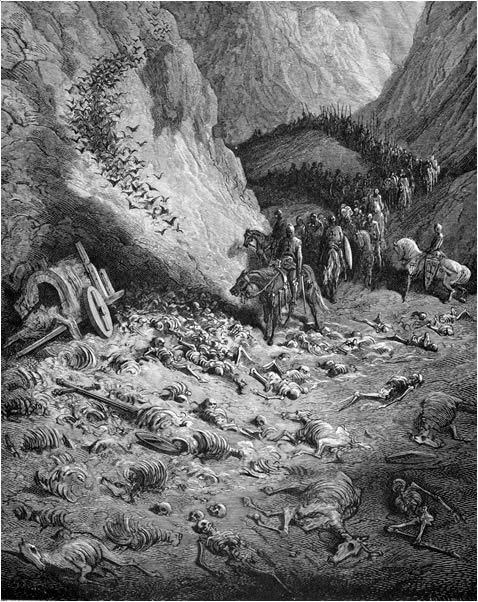
Zwłoki poległych pielgrzymów pod Civitot